# Brazylijskie Siły Powietrzne
Brazylijskie Siły Powietrzne (port. Força Aérea Brasileira, w skrócie FAB) – wojska lotnicze Federacyjnej Republiki Brazylii, jeden z trzech rodzajów sił zbrojnych. Największe w regionie Ameryki Łacińskiej, wykorzystują głównie sprzęt sprowadzony z USA i produkcji rodzimej (samoloty Embraera i śmigłowce Eurocopter Group produkowane przez Helibras), większość ich uzbrojenia jest produkowana w Brazylii lub sprowadzana z Francji i Izraela. Obecnie liczą 77 454 ludzi personelu i 670 statków powietrznych, główne uzbrojenie stanowią samoloty F-5 Tiger II i AMX.

## Historia

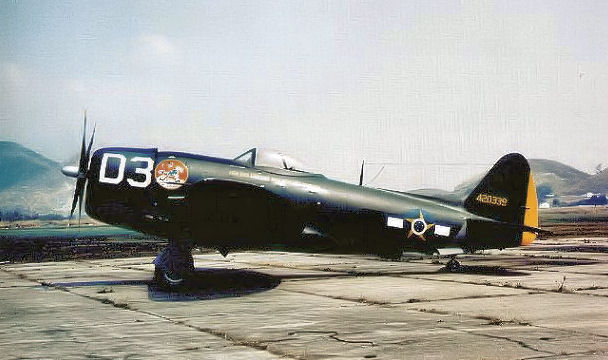
Republic P-47D-30-RE Thunderbolt

Pierwsze działania w celu stworzenia nowoczesnych sił powietrznych, działających jako niezależny rodzaj sił zbrojnych, podjęto w latach 30. W tym czasie Brazylia korzystała z pomocy francuskich doradców wojskowych, a piloci byli szkoleni we Włoszech, wpływ na reformę wojska miały też działania lotnicze w czasie hiszpańskiej wojny domowej. Ostatecznie 20 stycznia 1941 roku utworzono Ministerstwo Lotnictwa, wraz z formacją Narodowych Sił Powietrznych, które 22 maja 1941 przyjęły obowiązującą do dziś nazwę – Força Aérea Brasileira; FAB przejęła samoloty oraz personel lotnictwa armii – Aviação Militar – i lotnictwa marynarki – Aviação Naval.
Pomimo zachowywania neutralności przez Unię Panamerykańską względem działań II wojny światowej Brazylia, śladem USA, przystąpiła w 1942 roku do działań morskich na Atlantyku. 31 lipca 1943 brazylijskie Consolidated PBY Catalina i Lockheed Hudson zatopiły niemiecki okręt podwodny U-199. W 1944 25-tysięczny kontyngent wojsk lądowych i sił powietrznych wziął udział w działaniach na froncie włoskim. Brazylijskie lotnictwo wylatało tam ponad 6 tysięcy godzin, niszcząc ponad 2 tysiące pojazdów i obiektów wroga. W czasie wojny lotnictwo latało na samolotach produkcji amerykańskiej, w tym myśliwcach Curtiss P-36 Hawk, Curtiss P-40 Warhawk i Republic P-47 Thunderbolt, bombowcach North American B-25 Mitchell, samolotach transportowych Douglas C-47 Skytrain, czy samolotach szkolnych Stearman PT-17 Kaydet, Fairchild PT-19 i North American T-6 Texan.

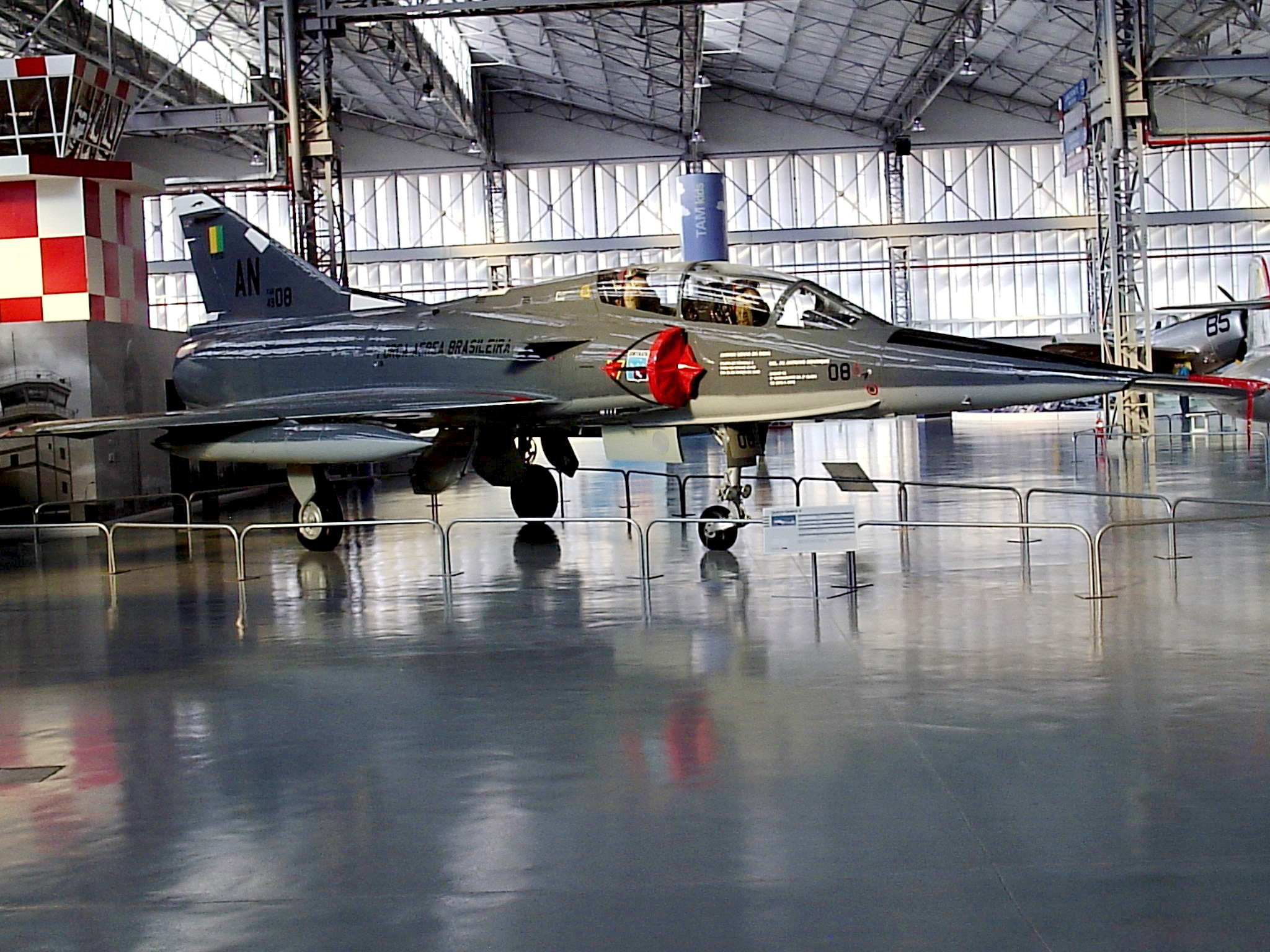
Dassault Mirage IIIDBR

Pierwszymi samolotami odrzutowymi w brazylijskiej służbie były dostarczone w 1953 brytyjskie Glostery Meteory, za 61 Meteorów F.8 i 10 TF.7 zapłacono wówczas bawełną. Od 1958 maszyny te zastępowały 48 przekazanych przez USA Lockheedów F-80C Shooting Starów oraz 28 Lockheedów T-33A Shooting Starów. W połowie lat 60. dostarczono jeszcze 30 T-33A, które były podstawowym samolotem szkolnym do lat 70., gdy Embraer wyprodukował na licencji 166 Aermacchi MB-326GC pod nazwą AT-26 Xavante. W 1970 roku FAB wybrała na swój pierwszy naddźwiękowy myśliwiec francuski Dassault Mirage III (w konkursie pokonał myśliwce English Electric Lightning, Lockheed F-104G, Saab J35 Draken), zamówiono 12 Mirage’ów IIIEBR i 4 Mirage’e IIIDBR, które dostarczono do 1973. W latach 80. sukcesywnie odkupywano od Francji kolejne Mirage’e III, co pozwalało zastępować egzemplarze utracone, łącznie do 1999 pozyskano w ten sposób 16 samolotów. Od 1975 zakupiono w USA 36 Northropów F-5E Tigerów II i 6 F-5B do roli samolotu myśliwsko-bombowego (rozważano też samoloty: Fiat G.91Y, F-4 Phantom II i Mirage 5), w 1988 USA przekazały dodatkowo 22 F-5E i 4 F-5F.
W 2005 wycofano Mirage III, które zastąpiło 12 odkupionych od Francji Mirage’ów 2000C/B (wyprodukowane 1984-1987). Od 2001 roku trwa wybór następcy dla floty Mirage’ów i F-5. Pierwsze podejście do przetargu F-X zakończyło się bez rozstrzygnięcia w 2004, zakup odwlekany jest głównie z powodów budżetowych. Jako rozwiązanie przejściowe Embraer w latach 2000-2013 zmodernizował 46 F-5 Tiger II do wersji F-5EM/FM, w 2013 rozpoczęto modernizację ostatnich 11 samolotów (8 F-5E i 3 F-5F odkupiono od Jordanii). Do patrolowania długiej linii brzegowej Brazylii w 2002 wybrano pozyskanie 12 używanych amerykańskich samolotów patrolowych/ZOP P-3 Orion, zmodernizowanych do wersji P-3AM. Dla pokrycia swojego rozległego terytorium Brazylia korzysta z lotnictwa bojowego średniego i niskiego poziom: AMX A-1, z których 43 zmodernizowanych będzie do wersji A-1M (w latach 2012-2017) i 99 rodzimych samolotów wsparcia Embraer EMB 314 Super Tucano, które lepiej odpowiadają na wyzwania i wewnętrzne zagrożenia kraju niż wyrafinowane zachodnie myśliwce. Zarówno F-5M, A-1M i EMB-314 dzielą wspólne rozwiązania awioniczne integrowane przez Embraera, co pozwala na utylizację szkolenia. Od 2010 flota śmigłowców powiększono o 12 rosyjskich szturmowych Mi-35M oraz 18 wielozadaniowych Eurocopter EC725, które montują zakłady Helibras w Itajubá. W 2013 w postępowaniu KC-X2 wybrano ofertę Israel Aerospace Industries przebudowy używanych Boeing 767-300ER na samoloty transportowo-tankujące, dla zastąpienia KC-137, których używano 1986 (komercyjne 707 wyprodukowano w latach 60.). W 2007 rozpoczęto powtórzony przetarg na nowy samolot wielozadaniowy, znany jako F-X2. W 2009 doprowadził on do ogłoszenia krótkiej listy kandydatów: Boeing F/A-18E/F Super Hornet, Dassault Rafale i Saab JAS 39 Gripen NG, jednak kolejne opóźnienia sprawiły, że wybór jednego oferenta był stale odraczany. Dopiero pod koniec 2013 roku wybrano wstępnie najtańszą ofertę szwedzkiego Gripena na 36 samolotów za 4,5 mld USD. Ostateczny kontrakt z firmą SAAB na dostawę w latach 2019–2024 36 egzemplarzy samolotów o wartości 4,68 mld USD podpisano 9 września 2015 roku. 5 lipca 2016 roku szkolno-bojowy Northrop F-5FM Tiger II należący do 1° Grupo de Aviação de Caça, czyli 1. Grupy Lotnictwa Myśliwskiego, rozbił się podczas rutynowego lotu treningowego. Obaj członkowie załogi zdołali się katapultować i przeżyli

## Rozlokowanie

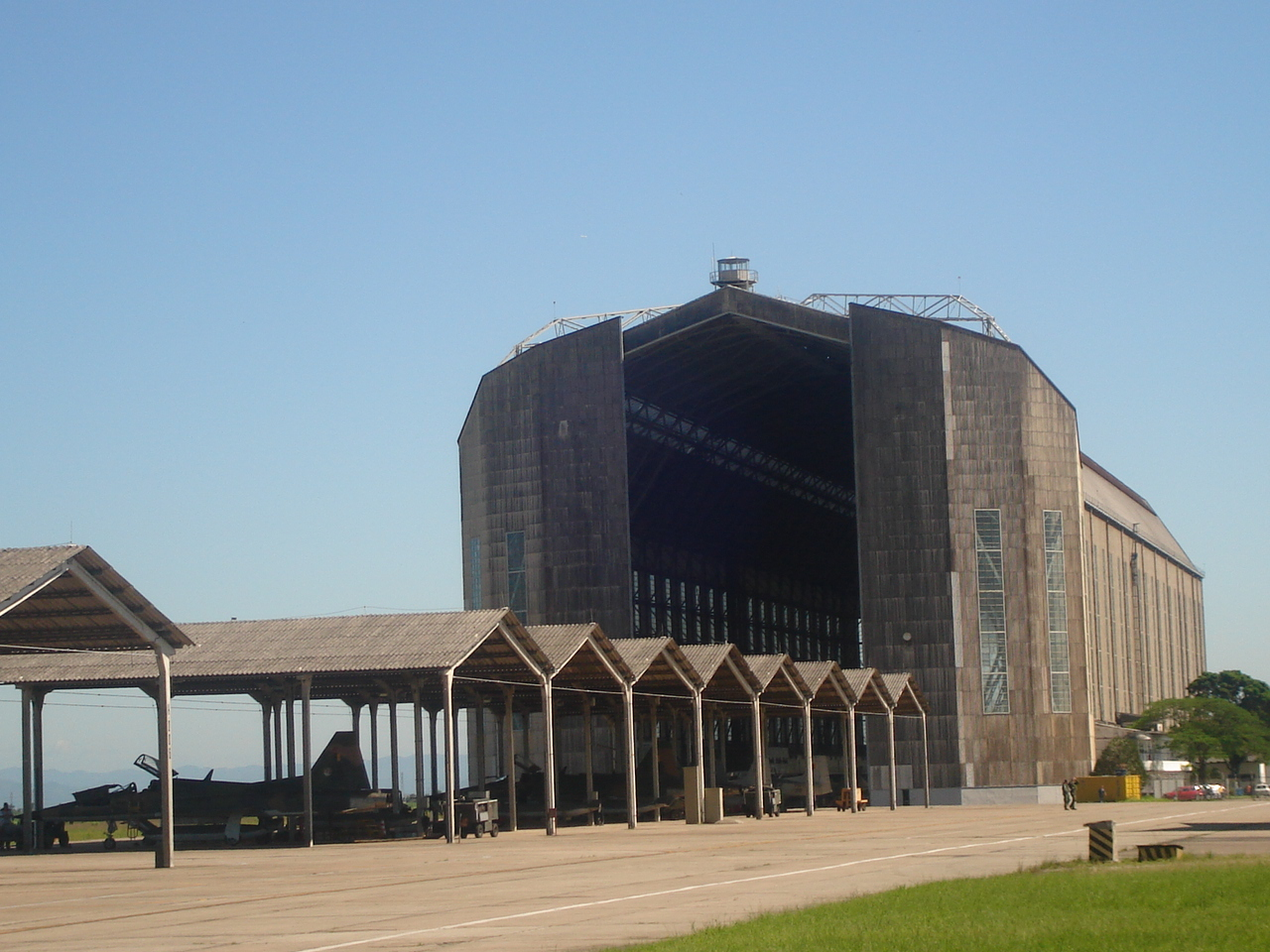
Base Aérea de Santa Cruz

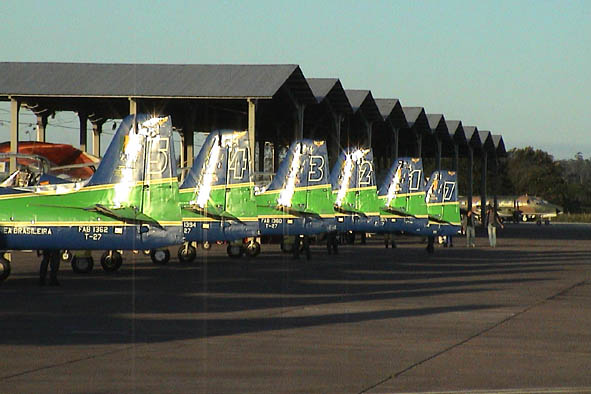
Base Aérea de Canoas

- Base Aérea de Santa Cruz (Rio de Janeiro)
  - 1º/1º GAvCa (1° Esquadrão do 1° Grupo de Aviação de Caça) - Esquadrão Jambock (F-5EM/FM, AT-27 Tucano)
  - 2º/1º GAvCa (2° Esquadrão do 1° Grupo de Aviação de Caça) - Esquadrão Pif-Paf (F-5EM, AT-27 Tucano)
  - 1º/16º GAv (1° Esquadrão do 16° Grupo de Aviação) - Esquadrão Adelphi (AMX A-1A/B)
  - 1º/1º GCC (1º/1º Grupo de Comunicação e Controle)
- Base Aérea de Canoas
  - 1º/14º GAv - Esquadrão Pampa (F-5EM/FM, AT-27 Tucano)
  - 5º ETA (5° Esquadrão de Transporte) - Esquadrão Pégaso (C-95A/EBM-110, C-97/EMB-120, C-98/Cessna 208)
- Base Aérea de Manaus
  - 1º/4º GAv - Esquadrão Pacau (F-5EM)
  - 1º/9º GAv - Esquadrão Arara (C-105A/C-295)
  - 7º ETA - Esquadrão Cobra (C-97/EMB-120, C-98A/B/Cessna 208)
- Base Aérea de Anápolis
  - 1º GDA (1º Grupo de Defesa Aérea) - Esquadrão Jaguar (Mirage F-2000C/B)
  - 2º/6º GAv (2º Esquadrão do 6º Grupo de Aviação) - Esquadrão Guardião (E-99A/ERJ-145)
- Base Aérea de Santa Maria
  - 1º/10º GAv - Esquadrão Poker (AMX RA-1A)
  - 3º/10º GAv - Esquadrão Centauro (AMX A-1A/B)
  - 1º/12º GAv - Esquadrão Horus (RQ-450 Hermes)
  - 5º/8º GAv - Esquadrão Pantera (H-60L Black Hawk)
  - 4º/1º GCC
- Base Aérea de Campo Grande
  - 1º/15º GAv - Esquadrão Onça (C-105A/C-295)
  - 2º/10º GAv - Esquadrão Pelicano (SC-95B/EBM-110, SC-105A/C-295, SC-130H)
  - 3º/3º GAv - Esquadrão Flecha (AT-27 Tucano, A-29A/B Super Tucano)
- Base Aérea de Afonsos (Rio de Janeiro)
  - 1°/1° GTT (1º Esquadrão do 1º Grupo de Transporte de Tropas) - Esquadrão Coral (C-130M)
  - 2°/1° GTT (2º Esquadrão do 1º Grupo de Transporte de Tropas) - Esquadrão Cascavel (C-130M)
  - 3º/8º GAv - Esquadrão Puma (H-34 Super Puma, T-25)
- Base Aérea de Galeão (Governador, Rio de Janeiro)
  - 1°/1° GT - Esquadrão Gorgo (C-130M/KC-130M)
  - 1°/2° GT - Esquadrão Condor (C-99A/ERJ-145)
  - 2º/2º GT - Esquadrão Corsário (KC-137/707)
- Base Aérea de Brasília
  - GTA (Grupo de Transporte Especial) - (1 VC-1A, 2 VC-2/E-190, 4 VC-99B/ERJ-145, 2 VC-99C/ERJ-145, 2 VH-34/AS332M, 2 VH-55, 2 VH-35/EC135, 1 VH-36/EC725)
  - 6º ETA - Esquadrão Guará (C-95C/EBM-110, VC-97/EMB-120, VU-9/EMB-121)
- Base Aérea de Recifea
  - 2º ETA - Esquadrão Pastor (C-95A/EBM-110, C-97/EMB-120)
- Base Aérea de Recifea
  - 2º ETA - Esquadrão Pastor (C-95A/EBM-110, C-97/EMB-120, C-98/Cessna 208)
- Base Aérea de São Paulo (Guarulhos)
  - 4º ETA - Esquadrão Carajá (C-95A/B/EBM-110, C-97/EMB-120)
- Base Aérea de Fortaleza
  - 1º/5º GAv - Esquadrão Rumba (C-95A/EBM-110)
  - 5º/1º GCC
- Base Aérea de Natal
  - 2º/5º GAv - Esquadrão Joker (A-29B Super Tucan)
  - 1º/11º GAv - Esquadrão Gavião (H-50/HB-350)
  - 3º/1º GCC
- Base Aérea de Porto Velho
  - 2º/3º GAv - Esquadrão Grifo (A-29A/B Super Tucan, AT-27 Tucano)
  - 2º/8º GAv - Esquadrão Poti (AH-2/Mi-35M)
- Base Aérea de Salvador
  - 1º/7º GAv - Esquadrão Orungan (P-3AM Orion, P-95B/EMB-111)
- Base Aérea de Florianópolis
  - 2º/7º GAv - Esquadrão Phoenix (P-95B/EMB-111)
- Base Aérea de Belém
  - 3º/7º GAv - Esquadrão Netuno (P-95A/B/EMB-111)
  - 1º/8º GAv - Esquadrão Falcão (H-1H, H-36/EC725)
- Academia da Força Aérea (Pirassununga)
  - 1º EIA (1º Esquadrão de Instrução Aérea) - Esquadrão Cometa (T-27 Tucano)
  - 2º EIA (2º Esquadrão de Instrução Aérea) - Esquadrão Apolo (T-25, T-27 Tucano)

## Wyposażenie

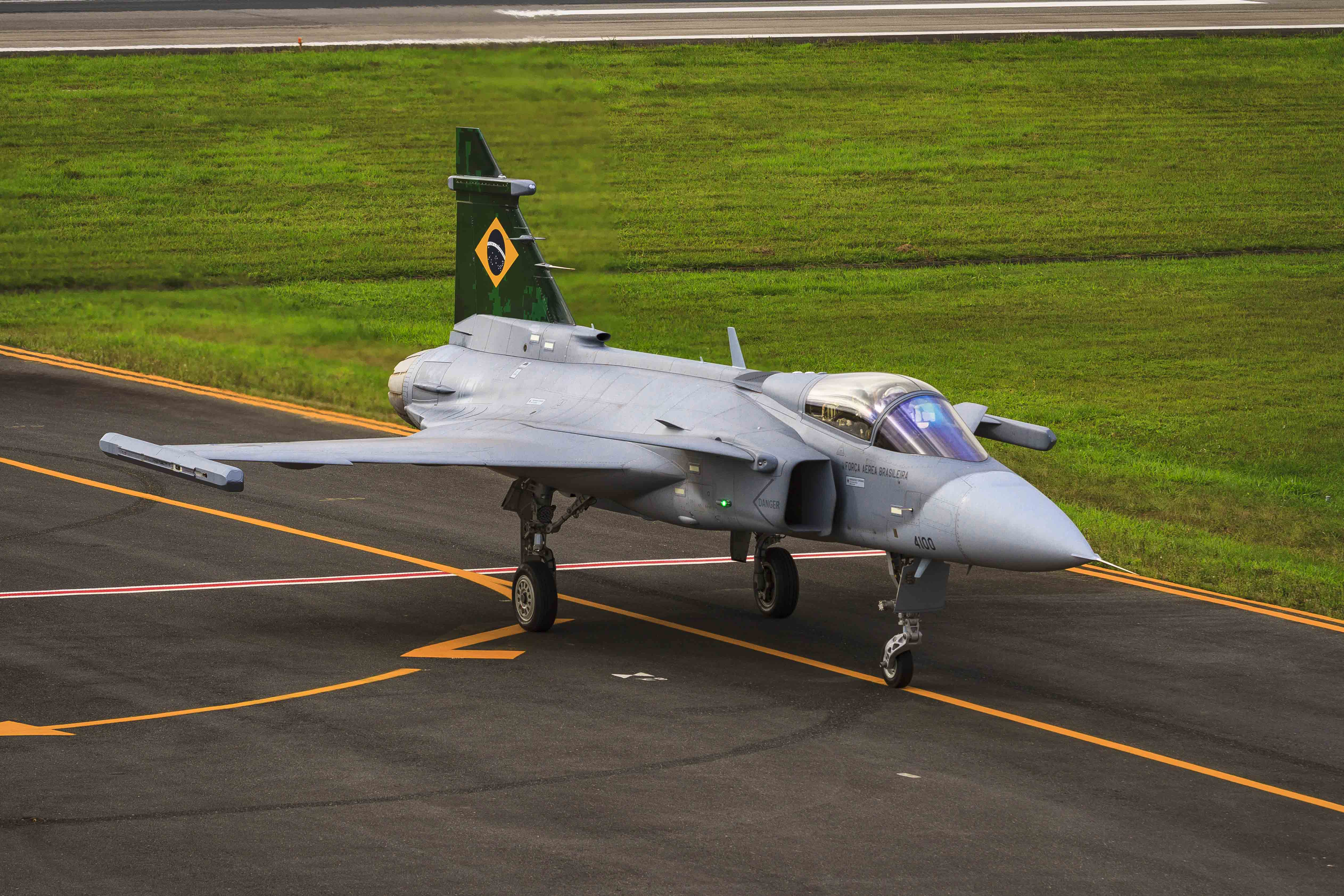
F-39E Gripen, nowy brazylijski myśliwiec przewagi powietrznej (wyprodukowany w Szwecji).

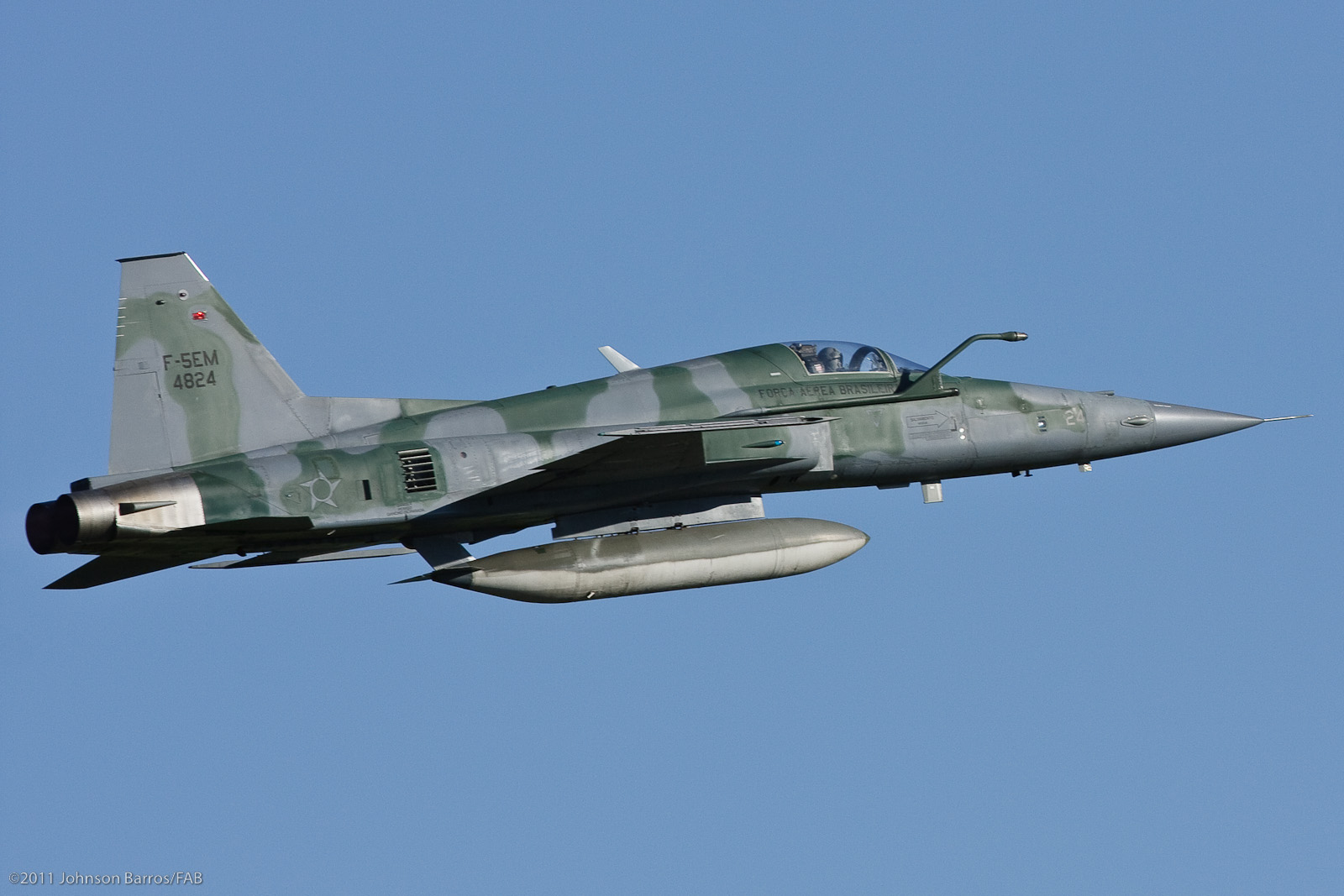
Northrop F-5EM

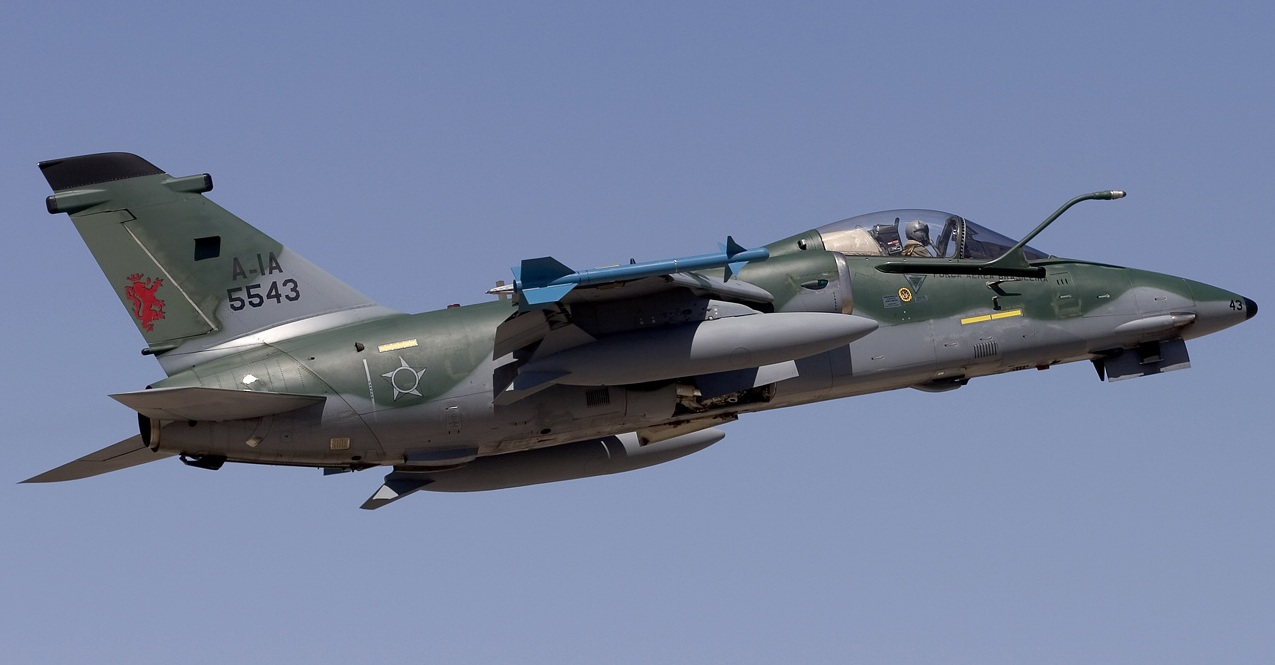
AMX A-1A

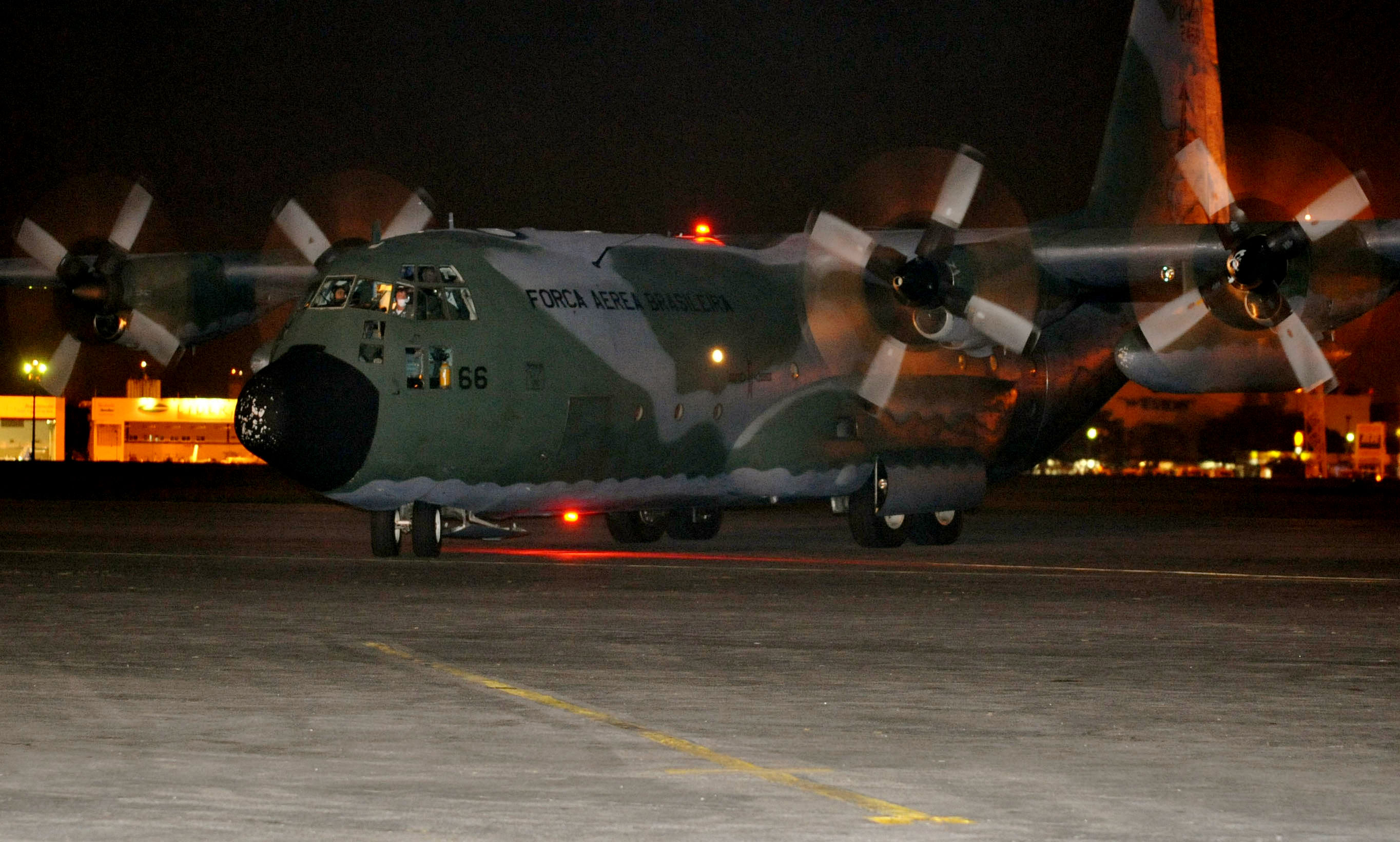
Lockheed C-130H

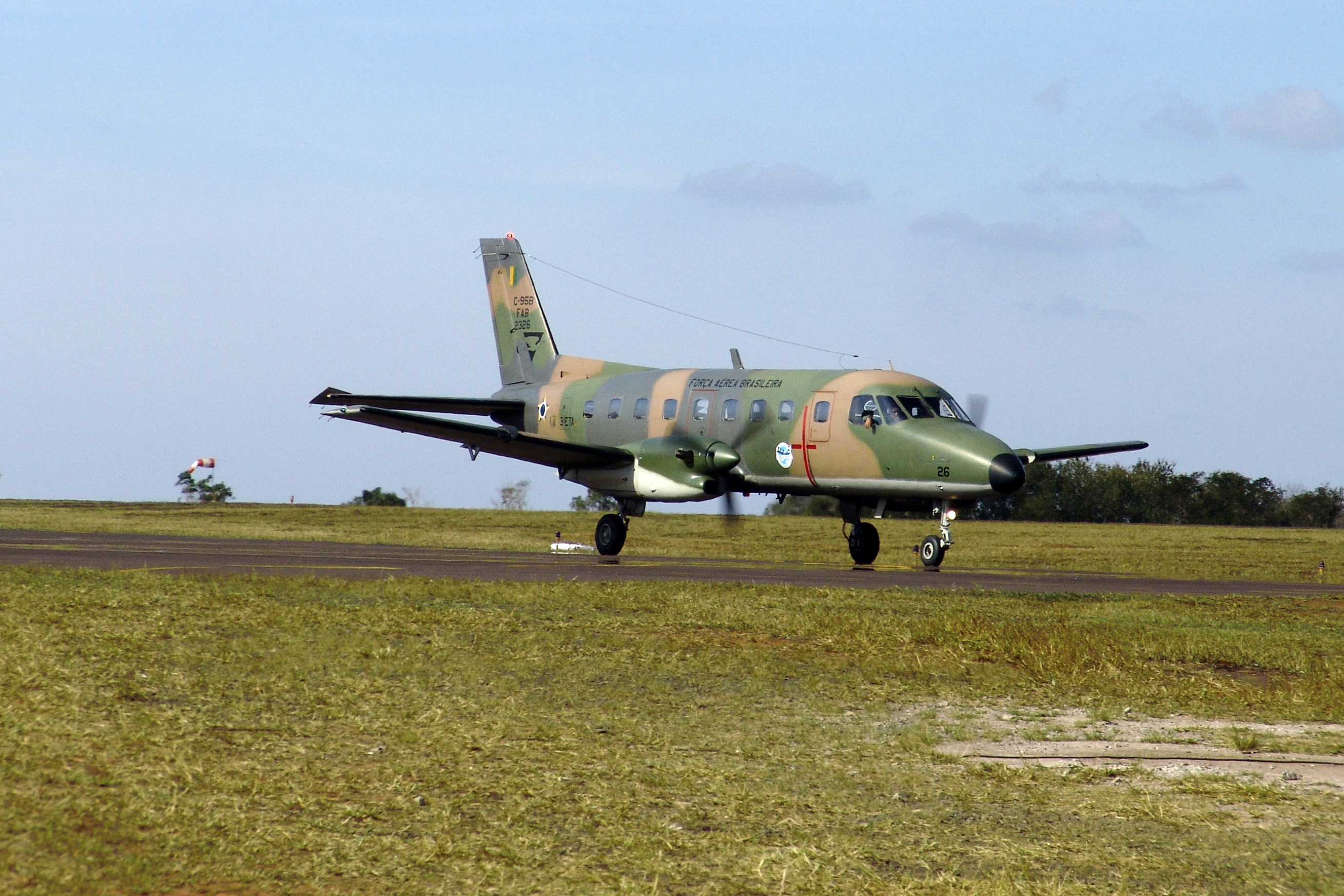
Embraer EMB-110 Bandeirante

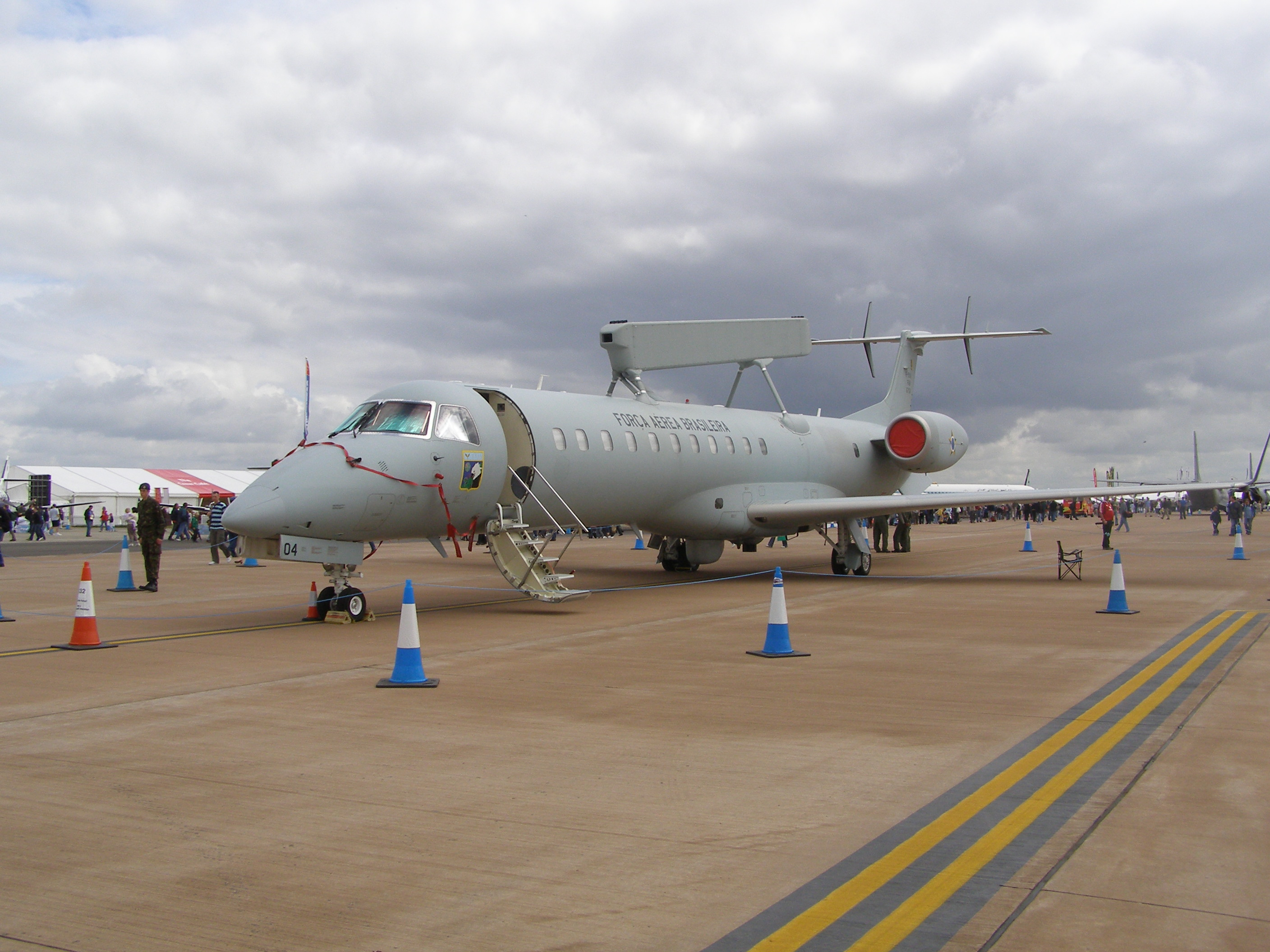
Embraer E-99

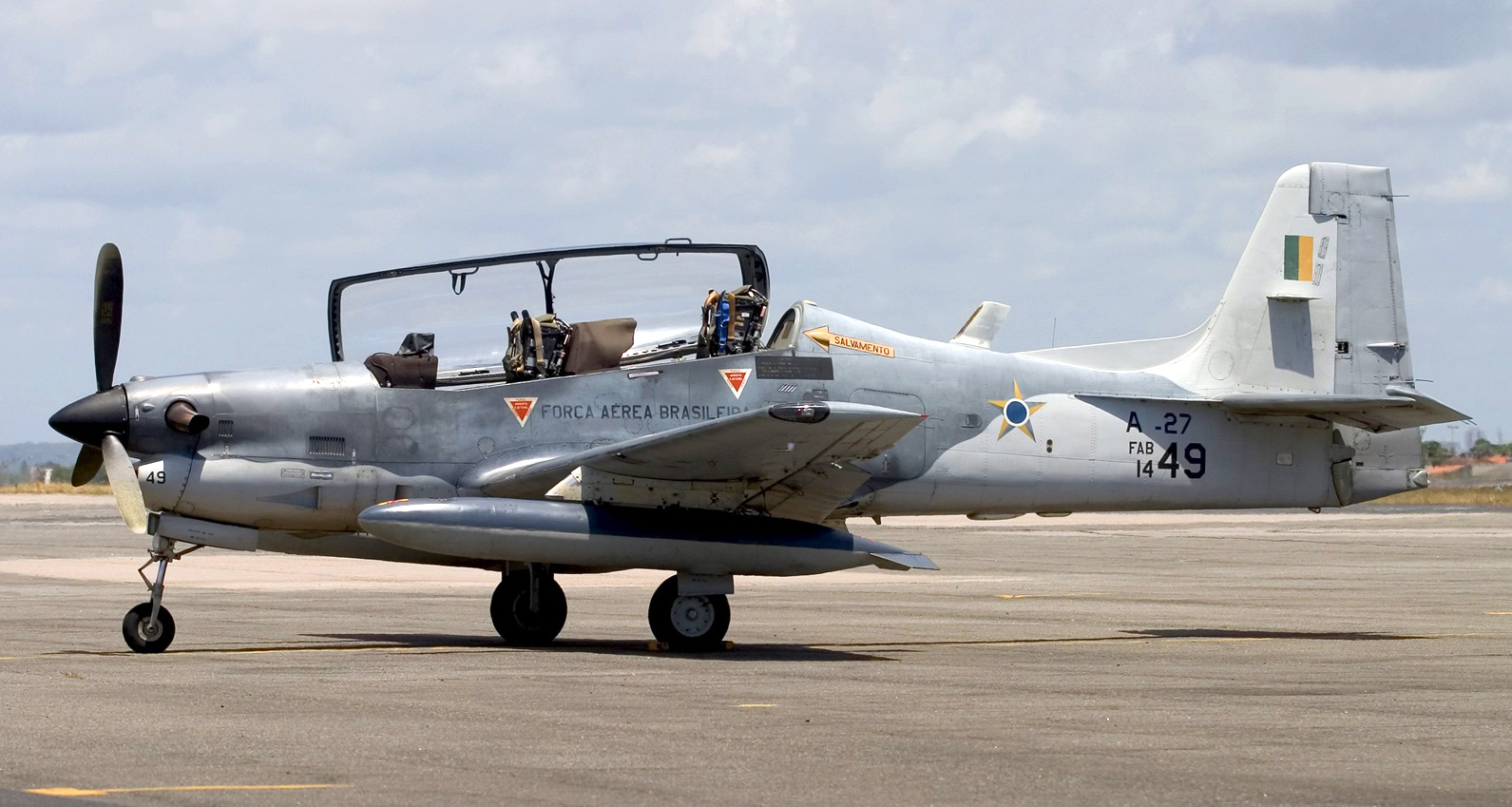
Embraer AT-27 Tucano

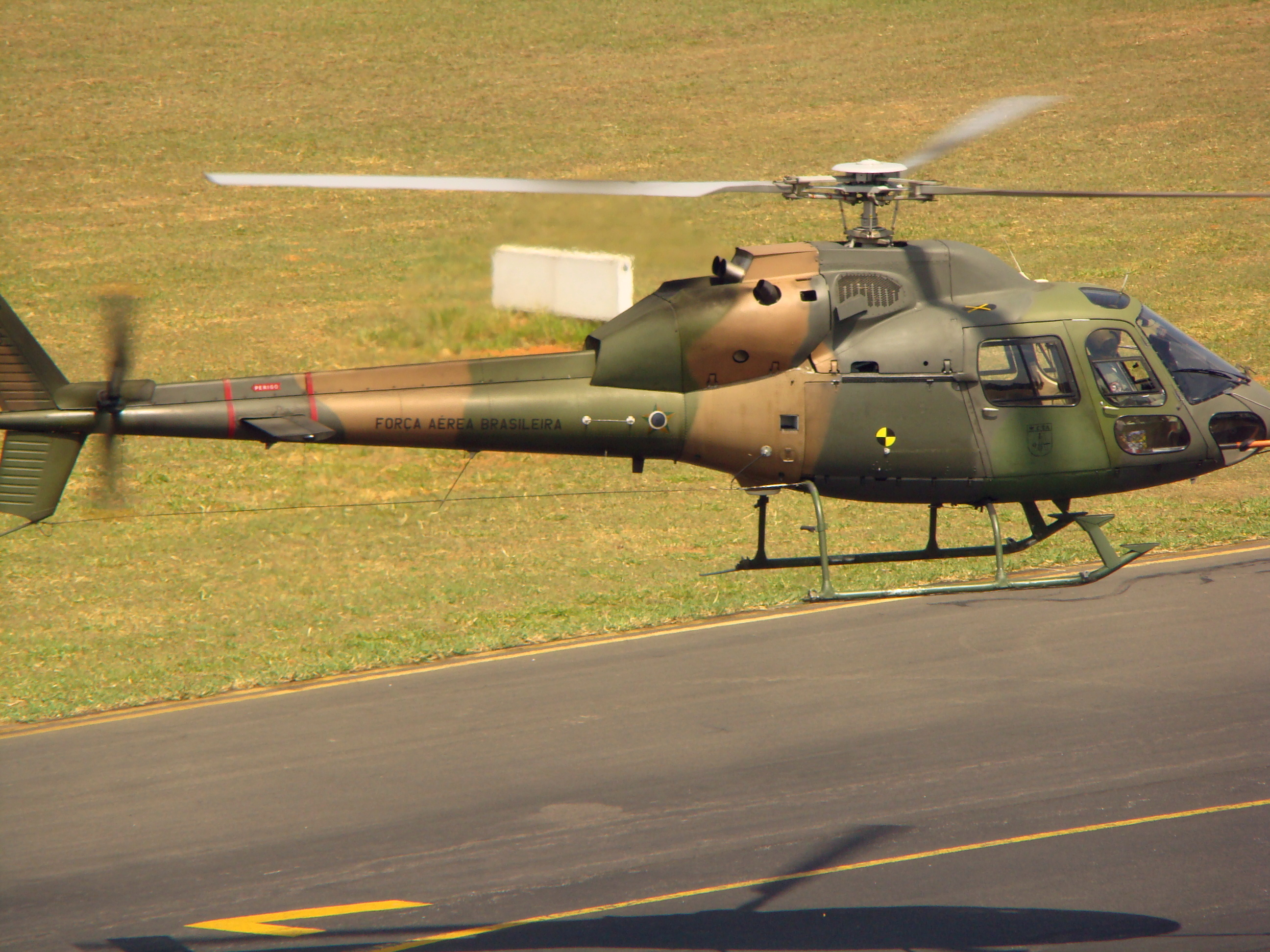
Helibras HB-355

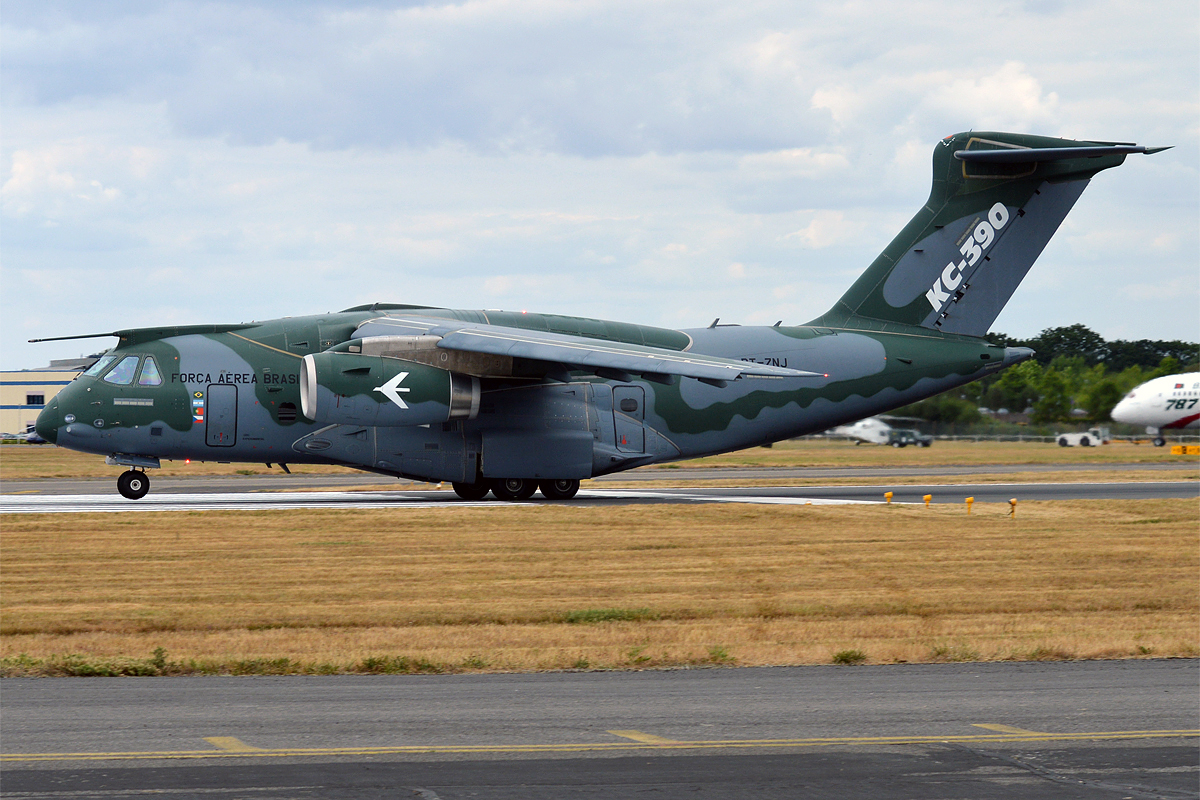
KC-390

| Samolot                      | Producent           | Typ                                                    | Wersja/oznaczenie       | W służbie           |                     |
| Samoloty myśliwskie          | Samoloty myśliwskie | Samoloty myśliwskie                                    | Samoloty myśliwskie     | Samoloty myśliwskie | Samoloty myśliwskie |
| ---------------------------- | ------------------- | ------------------------------------------------------ | ----------------------- | ------------------- | ------------------- |
| Northrop F-5 Tiger II        | Stany Zjednoczone   | lekki myśliwiec/wielozadaniowy                         | F-5EMF-5FM              | 515                 |                     |
| Samoloty szturmowe           |                     |                                                        |                         |                     |                     |
| AMX International AMX        | Brazylia · Włochy   | samolot szturmowy                                      | A-1AA-1B                | 4310                |                     |
| Embraer EMB 314 Super Tucano | Stany Zjednoczone   | samolot bliskiego wsparcia/treningowy                  | A-29A-29B               | 2750                |                     |
| Powietrzne tankowce          |                     |                                                        |                         |                     |                     |
| Boeing KC-137 Stratoliner    | Stany Zjednoczone   | latająca cysterna                                      | KC-137 (707-320C)       | 4                   |                     |
| Lockheed C-130 Hercules      | Stany Zjednoczone   | latająca cysterna/transportowy                         | KC-130H                 | 2                   |                     |
| Samoloty transportowe        |                     |                                                        |                         |                     |                     |
| Embraer KC-390               | Brazylia            | średni samolot transportowy                            |                         | 1/28                |                     |
| Lockheed C-130 Hercules      | Stany Zjednoczone   | średni samolot transportowy                            | C-130E/H                | 18                  |                     |
| CASA C-295                   | Hiszpania           | taktyczny samolot transportowy                         | C-105A                  | 10                  |                     |
| Cessna 208                   | Stany Zjednoczone   | lekki samolot transportowy                             | C-98 (208A)C-98B (208B) | 24                  |                     |
| Embraer EMB 110 Bandeirante  | Brazylia            | lekki samolot transportowy                             | C-95A                   | 72                  |                     |
| Embraer EMB 120 Brasilia     | Brazylia            | lekki samolot pasażerski                               | C-97                    | 14                  |                     |
| Embraer 145                  | Brazylia            | transport VIP                                          | EMB 145                 | 7                   |                     |
| Embraer 190                  | Brazylia            | transport VIP                                          | VC-2                    | 2                   |                     |
| Airbus A319                  | Niemcy              | samolot prezydenta                                     | VC-1A                   | 1                   |                     |
| Specjalnego przeznaczenia    |                     |                                                        |                         |                     |                     |
| Lockheed P-3 Orion           | Stany Zjednoczone   | morski patrolowiec                                     | P-3AM                   | 9                   |                     |
| Lockheed C-130 Hercules      | Stany Zjednoczone   | Search and Rescue                                      | SC-130E/M               | 3                   |                     |
| CASA C-295                   | Hiszpania           | Search and Rescue                                      | SC-105A                 | 2                   |                     |
| Embraer EMB 110 Bandeirante  | Brazylia            | wczesnego ostrzeganiamorski patrolowiecrozpoznawczySAR | C-95                    | 3115                |                     |
| Embraer EMB 120 Brasilia     | Brazylia            | rozpoznawczy                                           | C-97                    | 1                   |                     |
| Embraer P-99                 | Brazylia            | wczesnego ostrzeganiarozpoznawczy/SIGINT               | E-99R-99                | 53                  |                     |
| Learjet 35                   | Stany Zjednoczone   | rozpoznawczy                                           | R-35A                   | 4                   |                     |
| Beechcraft 125               | Stany Zjednoczone   | Kartografia                                            |                         | 4                   |                     |
| Samoloty szkolno-treningowe  |                     |                                                        |                         |                     |                     |
| Embraer EMB 312 Tucano       | Brazylia            | szkolenie podstawowe                                   | AT/T-27                 | 110                 |                     |
| Neiva T-25 Universal         | Brazylia            | szkolenie wstępne                                      | T-25A/B/C               | 14                  |                     |
| Śmigłowce                    |                     |                                                        |                         |                     |                     |
| Bell UH-1 Iroquois           | Stany Zjednoczone   | śmigłowiec użytkowy                                    | UH-1H                   | 33                  |                     |
| Bell 206 JetRanger           | Stany Zjednoczone   | śmigłowiec użytkowy                                    | H-4B (206B)             | 1                   |                     |
| Sikorsky UH-60 Black Hawk    | Stany Zjednoczone   | Combat Search and Rescue                               | H-60L                   | 6                   |                     |
| Eurocopter AS332 Super Puma  | Brazylia · Francja  | śmigłowiec transportowy                                | CH-34 (AS-332M) VH-34   | 8                   |                     |
| Eurocopter EC725             | Brazylia · Francja  | śmigłowiec użytkowy                                    | H-36                    | 1                   |                     |
| Eurocopter EC135             | Brazylia · Francja  | śmigłowiec VIP                                         | VH-35 (EC-135T2i)       | 2                   |                     |
| Helibras HB-350B             | Brazylia · Francja  | śmigłowiec szkolny                                     | H-50                    | 31                  |                     |
| Helibras HB-355              | Brazylia · Francja  | śmigłowiec użytkowy                                    | H-55                    | 3                   |                     |
| Mi-35M                       | Rosja               | śmigłowiec szturmowy                                   | AH-2 Sabre              | 12                  |                     |
| Bell 205                     | Stany Zjednoczone   | śmigłowiec użytkowy                                    | Bell 205                | 3                   |                     |
| Bezzałogowe aparaty latające |                     |                                                        |                         |                     |                     |
| Elbit Hermes 450             | Izrael              | rozpoznawczy BSL                                       |                         | 3                   |                     |

### Wycofane
- Dassault Mirage III – 12× IIIEBR (F-103E), 4× Mirage IIIDBR (F-103D), 10× IIIE, 6× IIIBE (ex-ALA) 1973-2005[8]
- Dassault Mirage 2000 – 10× F-2000C, 2× F-2000B 2006-2013
- Aermacchi MB-326/Embraer EMB-326 Xavantes – 166× MB-326GC (AT-26), 12× Atlas MB-326K Impala (ex-SAAF), 2× MB-326[9] 1970-2013[10]
- Grumman S-2 Tracker – 13× S-2A (P-16A), 8× S-2E (P-16E, ex-USN) 1961-(~2001)